# Ruine Ramisburg
Die Ruine Ramisburg ist eine abgegangene hochmittelalterliche Höhenburg in der Gemeinde Rüeggisberg im Kanton Bern aus dem 10.–12. Jahrhundert.

## Lage und Beschreibung
Die ehemalige Burg unbekannter Zeitstellung steht auf einem Felssporn zwischen den tief in die Molasseschichten geformten Gräben des Bütschelbachs und des Mättibachs, kurz vor der Mündung ins Schwarzwasser. Sie diente der Sicherung eines alten Wegübergangs. Von der ehemaligen Burg sind noch Mauerspuren auf dem Burghügel zu finden.

## Geschichte
Über den Ursprung der Burg ist nichts bekannt. Vermutlich entstand sie wie die nahe liegende Grasburg oder die Helfenstein zur Zeit der Stauferherrschaft.